# Estación Perm II
Perm II (del ruso: Пермь II), también conocida como Perm-Zaimki (Пермь-Заимки), es una estación de ferrocarril de Perm, Rusia, la más importante de la ciudad. Fue inaugurada en 1899, pero el edificio de la estación fue reconstruido posteriormente. Es una parada importante del ferrocarril Transiberiano y tiene conexiones con las principales ciudades del país.
La estación de Perm I, la otra estación de la ciudad y cuya construcción data de 1878, ha quedado relegada al transporte de mercancías industriales y regional de pasajeros.